# Gare de Daours
Gare de Daours vasútállomás Franciaországban, Aubigny településen.

## Vasútvonalak
Az állomást az alábbi vasútvonalak érintik:
- Párizs-Lille-vasútvonal

## Kapcsolódó állomások
A vasútállomáshoz az alábbi állomások vannak a legközelebb:
- Gare d’Amiens
- Gare de Corbie